# Versiera der Agnesi

Die Versiera der Agnesi, auch Versiera der Maria Agnesi, ist eine spezielle ebene Kurve, eine algebraische Kurve 3. Ordnung, die mit Hilfe konstruktiver Methoden auf der Grundlage eines Kreises erzeugt wird. Die Kurve an sich entspricht der Kurve der Cauchy-Verteilung.
Die Kurve wurde bereits 1653 von Pierre de Fermat und 1703 von Guido Grandi untersucht. Sie ist benannt nach der Mathematikerin Maria Agnesi, die sie 1748 veröffentlichte. Die italienische Bezeichnung la versiera di Agnesi ist angelehnt an lateinisch versoria (Schot bei Segelschiffen) und an den Sinus versus. Das wurde vom Cambridge-Professor John Colson als l’avversiera di Agnesi gelesen, wobei avversiera „Frau, die gegen Gott gerichtet ist“ bedeutet und als „Hexe“ (witch) interpretiert wurde, weshalb die Kurve im Englischen witch of Agnesi („Hexe von Agnesi“) heißt.

## Konstruktion

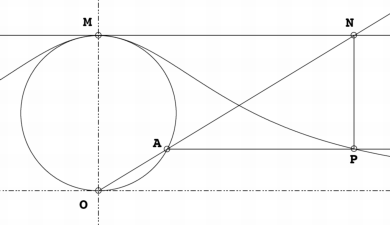
Die Versiera der Agnesi mit benannten Punkten

Beginnend mit einem festen Kreis wird ein Punkt O auf dem Kreis gewählt. Für jeden anderen Punkt A auf dem Kreis wird die Sekante OA gezeichnet. Der Punkt M ist diametrisch gegenüberliegend zu O. Die Linie OA schneidet die Tangente in M am Punkt N. Die Linie parallel zu OM durch N und die Linie rechtwinklig zu OM durch A schneiden sich in P. Wird der Punkt A geändert, so ist der Weg von P die Versiera der Agnesi.
Die Kurve ist asymptotisch zu der Tangente an den Kreis im Punkt O.

## Gleichungen der Versiera der Agnesi

Eine Animation, die die Konstruktion der Versiera der Agnesi darstellt

Angenommen, das kartesische Koordinatensystem habe den Ursprung in O und M liege auf der positiven y-Achse; weiter sei der Durchmesser des Kreises gleich a. Dann ergeben sich folgende Gleichungen der Versiera der Agnesi:
- Kartesische Koordinaten: {\displaystyle (x^{2}+a^{2})y-a^{3}=\,0} oder {\displaystyle y={\frac {a^{3}}{x^{2}+a^{2}}}}
- Parametergleichung: {\displaystyle x=at\;,y={a \over t^{2}+1}}
- Parametergleichung mit dem Winkel {\displaystyle \theta }, wenn {\displaystyle \theta } der Winkel zwischen OM und OA ist (gemessen im Uhrzeigersinn): {\displaystyle x=a\tan \theta ,\ y=a\cos ^{2}\theta .\,}
- Parametergleichung mit dem Winkel {\displaystyle \theta }, wenn {\displaystyle \theta } der Winkel zwischen OA und der x-Achse ist, zunehmend im Gegenuhrzeigersinn: {\displaystyle x=a\cot \theta ,\ y=a\sin ^{2}\theta .\,}

Hierbei ist der Parameter {\displaystyle a\in \mathbb {R} }.

## Eigenschaften
- Asymptote: {\displaystyle y=0}

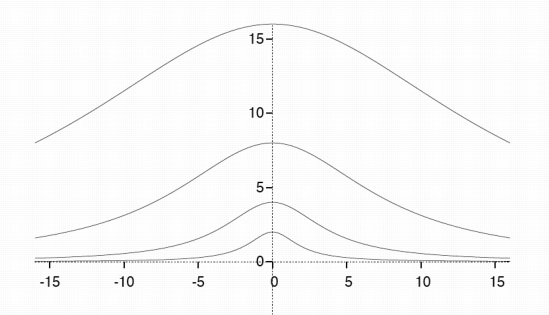
Die Versiera der Agnesi mit Parametern a=2, a=4, a=8, und a=16

- Flächeninhalt zwischen Kurve und Asymptote: {\displaystyle \pi a^{2}}
- Rotationsvolumen der Kurve um ihre Asymptote: {\displaystyle {\frac {1}{2}}\pi ^{2}a^{3}}
- Krümmungsradius am Scheitelpunkt {\displaystyle (x,\,y)=(0,\,a)}: {\displaystyle R={\frac {a}{2}}}.
- Zwei Wendepunkte: {\displaystyle (x,\,y)=\left(\pm {\frac {a}{\sqrt {3}}},{\frac {3a}{4}}\right)}
- Stellt man die Darstellung in kartesischen Koordinaten nach y um, so erhält man {\displaystyle y(x)={\frac {a^{3}}{x^{2}+a^{2}}}.}Damit ist {\displaystyle Y(x)=a^{2}\arctan {\frac {x}{a}}} eine Stammfunktion von y(x), also {\displaystyle Y'(x)=y(x)}.

## Variante
Gelegentlich wird die waagrechte Gerade (oben MN) nicht durch den Nordpol des Kreises, sondern durch seinen Mittelpunkt gelegt. Die Versiera verläuft dann für Punkte oberhalb dieser Geraden im Innern des erzeugenden Kreises, ihre Gleichung in kartesischen Koordinaten lautet {\displaystyle y={\frac {2r^{3}}{x^{2}+r^{2}}}}, wobei r der Radius des Kreises ist. Es ergibt sich die erstaunliche Tatsache, dass das Volumen des Rotationskörpers, der entsteht, wenn die Kurve sich um die x-Achse dreht, genauso groß ist wie das des Torus, den der Kreis bei Drehung um die x-Achse erzeugt, nämlich gleich
{\displaystyle 2r^{3}\pi ^{2}}.

## Geschichte
Pierre de Fermat studierte die Kurve 1659 in seiner Abhandlung zur Quadratur. Darin berechnet Fermat die Fläche unterhalb der Kurve und behauptet (ohne Details), dass sich die angewandte Methode auch für die Zissoide des Diokles eignet.
Fermat schreibt, dass ihm die Kurve von einem ausgebildeten Geometer („ab erudito geometra“) vorgeschlagen worden sei.
Paradís/Pla/Viader (2008) spekulieren, dass der vorschlagende Geometer Antoine de Laloubère gewesen sein könnte.
Die oben beschriebene Konstruktion der Kurve wurde 1718 von Grandi entwickelt; dieselbe Konstruktion hatte zuvor schon Isaac Newton gefunden, sie wurde allerdings erst 1779, also nach Newtons Tod, veröffentlicht.
Im Jahre 1748 veröffentlichte Maria Gaetana Agnesi Instituzioni analitiche ad uso della gioventù italiana, ein frühes Lehrbuch der Infinitesimalrechnung. Dieses Buch enthielt, anschließend an die Betrachtung von zwei anderen Kurven, eine Studie zur Versiera. Sie definiert die Kurve geometrisch als geometrischen Ort von Punkten, die eine bestimmte Bedingung erfüllen, bestimmt die algebraische Gleichung, den Scheitel, die Asymptote und die Wendepunkte.

## Anwendungen
Eine skalierte Version der Kurve entspricht der Wahrscheinlichkeitsdichtefunktion der Cauchy-Verteilung. Dies ist die Wahrscheinlichkeitsverteilung der Zufallsgröße {\displaystyle x}, die durch das folgende Zufallsexperiment definiert ist: Für einen festen Punkt {\displaystyle P} oberhalb der {\displaystyle x}-Achse wird zufällig (Gleichverteilung) eine Gerade durch {\displaystyle P} gewählt; {\displaystyle x} sei die Koordinate des Schnittpunkts dieser Geraden mit der {\displaystyle x}-Achse.
Die dadurch bestimmte Cauchy-Verteilung ähnelt der Normalverteilung, aber aufgrund der Heavy-tailed-Verteilung gibt es keinen Erwartungswert gemäß den üblichen Definitionen, trotz der Symmetrie. Das bedeutet, dass die {\displaystyle x}-Koordinate des Schwerpunkts der Fläche zwischen der Kurve und ihrer Asymptote nicht wohldefiniert ist, obwohl die Fläche symmetrisch und ihr Inhalt endlich ist.
In der  Numerischen Mathematik, bei der Approximation von Funktionen durch Polynome (Polynominterpolation) mit gleichmäßig verteilten Stützstellen, kann es bei manchen Funktionen vorkommen, dass die Verwendung von mehr Punkten schlechtere Näherungen liefert. Dieses paradoxe Verhalten wird Runges Phänomen genannt. Es wurde zuerst von Carl Runge für die Runge-Funktion {\displaystyle y=1/(1+25x^{2})} entdeckt, eine weitere skalierte Version der Versiera der Agnesi, und zwar bei der Interpolation der Funktion über dem Intervall {\displaystyle [-1,1]}. Dasselbe Phänomen tritt auf für {\displaystyle y=1/(1+x^{2})}, wenn man das größere Intervall {\displaystyle [-5,5]} zugrunde legt.
Die Versiera der Agnesi beschreibt die Energieverteilung von Spektrallinien, insbesondere bei Röntgenstrahlen.
Der Querschnitt eines sanften Hügels ähnelt der Versiera. Kurven dieser Art wurden verwendet bei der mathematischen Modellierung von Landschaften.
Solitonen im tiefen Wasser können ebenfalls diese Form haben.
Eine Version der Kurve wurde von Gottfried Wilhelm Leibniz verwendet, um die Leibniz’sche Formel für die Kreiszahl {\displaystyle \pi } herzuleiten. Diese Formel, die unendliche Reihe
{\displaystyle {\frac {\pi }{4}}=1\,-\,{\frac {1}{3}}\,+\,{\frac {1}{5}}\,-\,{\frac {1}{7}}\,+\,{\frac {1}{9}}\,-\,\cdots ,}
ergibt sich aus der Fläche zwischen der Kurve und ihrer Asymptote, also aus dem Integral der Funktion {\displaystyle 1/(1+x^{2})},
wenn man die geometrische Reihe {\displaystyle 1-x^{2}+x^{4}-x^{6}+\cdots } als Taylor-Reihen-Entwicklung dieser Funktion aufstellt und die Reihenglieder einzeln integriert.